# Matis Louvel
Matis Louvel (Mont-Saint-Aignan, 19 juli 1999) is een Frans wielrenner die sinds 2025 voor Israel-Premier Tech uitkomt.

## Carrière
Louvel reed in 2017 het wereldkampioenschap bij de junioren waar hij veertiende werd, hij won dat jaar ook een etappe in de Ain Bugey Valromey Tour. Hij reed in 2017 ook het Frans en Europees kampioenschap en werd in de tijdrit in het Franse kampioenschap zevende. In 2018 reed hij het Frans kampioenschap voor belofte en enkele kleinere Franse wedstrijden. In 2019 werd hij derde in de wegrit voor belofte op het Frans kampioenschap, daarnaast nam hij ook del aan het wereldkampioenschap. Hij won in 2019 ook twee etappes waaronder een ploegentijdrit en reed als stagiair voor Groupama-FDJ vanaf augustus. Louvel tekende een profcontract bij het Franse Arkéa-Samsic. In 2020 zette hij deze resultaten door met opnieuw een derde plaats op het Frans kampioenschap op de weg en reed meerdere Franse profwedstrijden.
In 2021 reed hij opnieuw voornamelijk in kleinere rondes en eendagswedstrijden en wist de Ronde van Castilië en León te winnen. In 2022 wist hij opnieuw te winnen in de Druivenkoers Overijse.

## Overwinningen
2017
4e etappe Ain Bugey Valromey Tour
2019
4e etappe Ronde van de Isard
Ploegentijdrit Orlen Nations Grand Prix
2021
Ronde van Castilië en León
2022
Druivenkoers Overijse

## Resultaten in voornaamste wedstrijden
| Jaar | Ronde van Italië | Ronde van Frankrijk | Ronde van Spanje |
| ---- | ---------------- | ------------------- | ---------------- |
| 2021 |                  |                     |                  |
| 2022 |                  | 74e                 |                  |
| 2023 |                  | 65e                 |                  |
| 2024 |                  |                     |                  |
| 2025 |                  | 100e                |                  |

| Jaar | Milaan-San Remo | Gent-Wevelgem | Ronde van Vlaanderen | Parijs-Roubaix | Amstel Gold Race | Luik-Bast.‑Luik | Waalse Pijl | Parijs-Tours |
| ---- | --------------- | ------------- | -------------------- | -------------- | ---------------- | --------------- | ----------- | ------------ |
| 2021 |                 |               | 77e                  |                |                  |                 | opgave      | 18e          |
| 2022 |                 |               | 17e                  | 15e            |                  | 106e            |             | 8e           |
| 2023 | 90e             |               | 27e                  | 47e            |                  |                 |             | 86e          |
| 2024 |                 |               |                      |                | opgave           |                 |             | 40e          |
| 2025 | 51e             | 17e           |                      |                |                  |                 |             |              |

## Ploegen
- 2019 –  Groupama-FDJ (stagiair vanaf 1 augustus)
- 2020 –  Arkéa-Samsic
- 2021 –  Arkéa-Samsic
- 2022 –  Arkéa-Samsic
- 2023 –  Arkéa-Samsic
- 2024 –  Arkéa-B&B Hotels
- 2025 –  Israel-Premier Tech

Armirail · Bonnet · Delage · Démare · Duchesne · Frankiny · Gaudu · Geniets · Guarnieri · Hoelgaard · Konovalovas · Küng · Ladagnous · Le Gac · Ludvigsson · Madouas · Molard · Morabito · Pinot · Preidler · Reichenbach · Roux · Sarreau · Scotson · Seigle · Sinkeldam · Thomas · Vaugrenard · Vincent · Brunel (stagiair) · Jerman (stagiair) · Louvel (stagiair)
Anacona · Barguil · Bonnamour · Boudat · Bouet · Bouhanni · Declercq · Delaplace · Gesbert · Grondin · Guernalec · Hardy · Jarrier · Le Roux · Ledanois · Louvel · McLay · Noppe · Owsian · Pichon · D. Quintana · N. Quintana · Riou · Rosa · Russo · Swift · Vachon · Welten · Lecamus-Lambert (stagiair) · Vauquelin (stagiair)
Anacona · Barguil · Barré (vanaf 1/8) · Bouet · Bouhanni · Capiot · Declercq · Delaplace · Edet · Flórez · Gesbert · Grondin · Guernalec · Guglielmi · Hardy · Hofstetter · Ledanois · Louvel · McLay · Noppe · Owsian · Pajur · Pichon · D. Quintana · N. Quintana · Ries · Riou · Russo · Swift · Vauquelin · Verre · Clynhens (stagiair) · Costiou (stagiair) · Thierry (stagiair)
Barguil · Barré · Biermans · Bouet · Bouhanni · Capiot · Champoussin · Costiou · Dekker · Delaplace · Démare (vanf 1/8) · Edet · Gesbert · Grondin · Guernalec · Guglielmi · Hofstetter · Le Berre · Ledanois · Louvel · McLay · Mozzato · Owsian · Pichon · Ponomar (tot 31/7) · Ries · Riou · Rodríguez · Russo · Vauquelin · Verre · Dauphin (stagiair) · Gillet (stagiair) · Tjøtta (stagiair)
Albanese · Barré · Biermans · Capiot · Champoussin · Costiou · Dekker · Delaplace · Démare · García Pierna · Gesbert · Grondin · Guernalec · Guglielmi · Huys · Le Berre · Ledanois(tot 15/8) · Louvel · McLay · Mozzato · Owsian · Ries · Riou · Rodríguez · Scotson · Sénéchal · Thierry (vanaf 1/9) · Vauquelin · Venturini · Verre